# Ringham
Ringham ist ein Gemeindeteil von Petting im oberbayerischen Landkreis Traunstein. Der Ort, bestehend aus dem Oberdorf und dem Unterdorf, liegt südlich des Weidsees und des Schlosses Seehaus.

## Geschichte

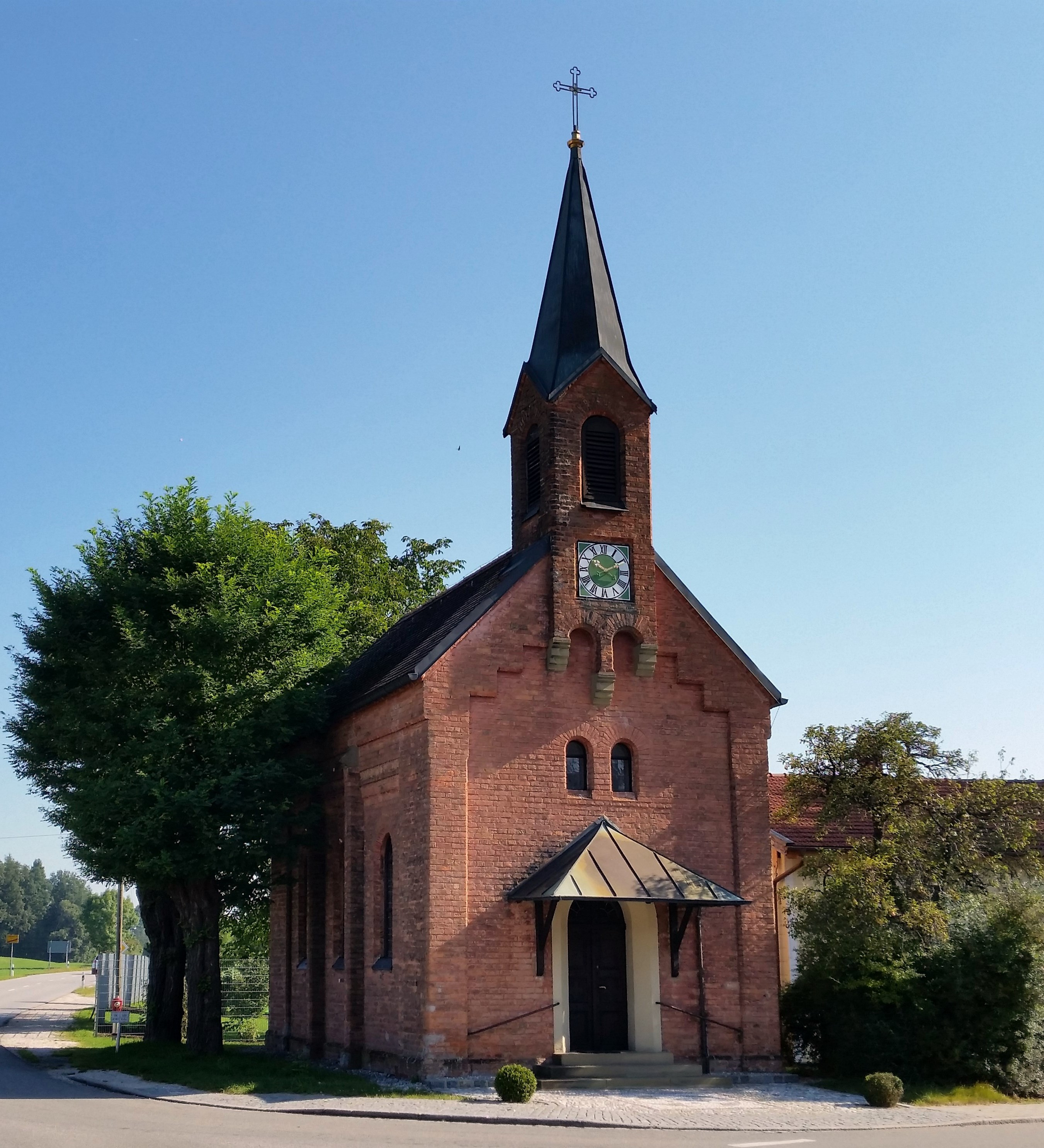
Katholische Filialkirche Sieben Schmerzen Mariä

Das Dorf wurde als „Richinheim“ erstmals Ende des 8. Jahrhunderts in einer Urkunde genannt.

## Baudenkmäler
Siehe: Liste der Baudenkmäler in Ringham